# Ернст Кристоф (Източна Фризия)
Ернст Кристоф от Източна Фризия (на немски: Ernst Christoph von Ostfriesland) от фамилията Кирксена от Източна Фризия е граф на Ритберг (1625 – 1640) и вицемаршал през Тридесетгодишната война.

## Биография
Роден е на 1 април 1606 година. Той е четвъртото дете на граф Йохан III от Източна Фризия (1566 – 1625), граф на Ритберг чрез женитба, и съпругата му графиня Сабина Катарина от Източна Фризия, наследничка на Есенс и Ритберг (1582 – 1618), дъщеря на чичо му граф Енно III от Източна Фризия (1563 – 1625) и графиня Валпургис фон Ритберг (1555/1556 – 1586).
Ернст Кристоф обещава на баща си Йохан III да построи Францискански манастир в Ритберг. През 1625 г. баща му умира и Ернст Кристоф поема графството. На 10 ноември 1626 г. се жени за маркиза Албертина Мария де Ст. Мартин. На 6 януари 1629 г. основава „манастир Ритберг“. Той премества родителите си в гробницата под църквата.
През 1631 г. Ернст Кристоф става полковник на конницата и по-късно вице-фелдмаршал. На 8 март 1634 г. става императорски генерал-майор.
Ернст Кристоф умира бездетен на 31 декември 1640 година в Кьолн на 34-годишна възраст. Погребан е в гробницата на Францисканската църква в манастир Ритберг. Наследен е от братята му Фердинанд Франц (1613 – 1648) и Йохан IV (1618 – 1660). Брат му Фердинанд Франц иска през 1645 г. чрез съд вдовицата на брат му Албертина да не получи обещаните ѝ собствености.

## Фамилия
Ернст Кристоф се жени сл. 1 ноември 1620 г. за Албертина Мария де Ла Бом маркиза де Ст. Мартин († 1663), дъщеря на маркиз Филиберт де Ла Бом, де Ст. Мартин (1586 – 1613, пада от кон) и Ламбертина де Лин (1593 – 1651). Бракът е бездетен.
Вдовицата му Албертина се омъжва втори път на 2 март 1643 г. в Брюксел за маркиз Шарл Франсоа де Ла Бом-Монтревел (1611 – 1688).